# جو سميث
جو سميث (بالإنجليزية: Joe Smith)‏ (17 أبريل 1890 المملكة المتحدة - 9 يونيو 1956 ولفرهامبتن المملكة المتحدة) هو لاعب كرة قدم بريطاني.

## روابط خارجية
- جو سميث على موقع ناشيونال فوتبول تيمز (الإنجليزية)